# Đông Kazakhstan (tỉnh)
Đông Kazakhstan (tiếng Kazakh: Шығыс Қазақстан облысы, Şığıs Qazaqstan oblısı) là một tỉnh của nước cộng hoà Kazakhstan, nó là tỉnh cực đông của quốc gia này. Lãnh thổ nằm dọc theo sông Irtysh và hồ Zaysan, thủ phủ của tỉnh Đông Kazakhstan là thành phố Oskemen, đồng thời là đô thị lớn nhất của tỉnh.
Phía bắc và đông bắc của tỉnh Đông Kazakhstan tiếp giáp với cộng hoà Altai và vùng Altai của Nga, tiếp giáp với khu tự trị Duy Ngô Nhĩ - Tân Cương của Trung Quốc về phía nam và đông nam. Điểm cực đông của tỉnh Đông Kazakhstan chỉ cách Mông Cổ chỉ 50 km, nhưng không có chung đường biên giới, hai điểm bị ngăn cách bởi một dải biên giới ngắn giữa Nga và Trung Quốc. Ngoài ra tỉnh Đông Kazakhstan còn tiếp giáp với tỉnh Pavlodar về phía tây bắc, tỉnh Karagandy về phía tây và tỉnh Almaty về phía tây nam.
Dân số của tỉnh ước đạt 1.418.300 theo thống kê ngày 4.1.2011, trong đó có đến 318.800 người sống tại thành phố thủ phủ Oskemen. Diện tích toàn tỉnh đạt 283.300 km2.
Tỉnh Đông Kazakhstan được tạo ra bởi sự sáp nhập giữa hai tỉnh thời Xô viết Kazakhstan: Vostochno-Kazakhstanskaya (East Kazakhstan) và Semipalatinsk.

## Thiên nhiên
Tỉnh Đông Kazakhstan toạ lạc trên một vùng địa lý và khí hậu đa dạng, với dãy núi Altai ở phía đông và thảo nguyên Kazakhstan ở phía tây.

## Nhân khẩu
55% dân số là người Kazakh và 41% là người Nga.